# Chépa Dorje Rinpoché
Chépa Dorjé Rinpoché (tibétain : བཞད་པ་རྡོ་རྗེ་རིན་པོ་ཆེ, Wylie : bzhad pa rdo rje rin po che) est né dans la région de l'Amdo, au nord-est du Tibet. 

## Biographie
C'est un descendant de Marpa le Traducteur. Il eut pour maître Rogta Kentchen Rinpoché. Il appartient à la lignée Longchen Nyingthig de l'école nyingmapa du bouddhisme tibétain, fondée au VIIIe siècle par Padmasambhava. Le Tülkou Chépa Dorjé Rinpoché fut reconnu par Horshul Kyenchok Sel, Rongta Kentchen Rinpoché et Kyabjé Jigmé Phüntsok (disciple du 4e Drodrupchen Rigzin Tenpe Gyalsten (1927-), comme étant le tülkou (émanation) à la fois de Jigmé Lingpa, Jamyang Khyentsé Wangpo et Trongteu Chépa Dorjé. Il reçut en particulier les enseignements du Kempo Tcheukyab. Il s'est installé à Paris en 2000. Il fut l'autorité spirituelle du Centre Culturel Tibétain Dzogchenpa, à Paris.
Mort le 14 octobre 2014, ses cendres ont été dispersées à Carqueiranne le 14 décembre de la même année.